# Leskea crispifolia
Leskea crispifolia là một loài Rêu trong họ Leskeaceae. Loài này được (Hook.) Mitt. mô tả khoa học đầu tiên năm 1864.